# Openbaar vervoer in Nederland
Het openbaar vervoer in Nederland bestaat uit een netwerk van spoor-, metro-, en tramlijnen en bus- en veerdiensten.
Met de in werking treding van de Wet personenvervoer 2000, waarin zowel het collectief openbaar vervoer als het individueel openbaar vervoer (besloten vervoer) is geregeld, is er een vorm van marktwerking in het openbaar vervoer gekomen. Op het hoofdrailnet heeft de Nederlandse Spoorwegen de concessie van het Rijk gekregen en exploiteert zij het spoor. Het regionale openbaar vervoer wordt door de provinciale overheden via openbare aanbestedingen verleend aan de beste vervoerder. De grootste regionale vervoerders in Nederland zijn: Transdev (Connexxion/Hermes), Qbuzz, Arriva, Keolis (Syntus) en EBS. In de drie grootste steden is het openbaar vervoer in handen van de oude inmiddels verzelfstandigde stedelijke vervoersbedrijven. In Amsterdam is dat GVB, in Rotterdam RET en in Den Haag is dat HTM.
Per dag wordt er in Nederland door één miljoen reizigers gebruikgemaakt van het openbaar vervoer. Vijf procent van alle verplaatsingen vindt plaats via het ov. Twee procent verplaatst zich met de trein en drie procent met de bus, tram of metro. Het aandeel openbaarvervoergebruik is in landelijke gebieden kleiner en in stedelijke gebieden groter. Het lage ov-gebruik in het landelijke gebied is te verklaren doordat het ov daar geen concurrerende reistijd biedt.
Het openbaar vervoer wordt voor een groot deel betaald door de overheid. In 2011 ging er vijf miljard aan belastinggeld naar bijvoorbeeld ProRail, die het onderhoud van het spoor verzorgt, en werd er het overige openbaar vervoer mee gesubsidieerd. Per reizigerskilometer betaalt de treinreiziger zelf gemiddeld acht cent en de overheid zestien en met de bus, metro of tram betaalt de reiziger zelf gemiddeld elf cent en de overheid tweeëndertig cent. Ter vergelijking: een reiziger met de auto betaalt gemiddeld 22 cent en de overheid betaalt hiervoor vier cent per reizigerskilometer. (prijspeil 2007)

## Vervoerders
| Vervoerder             | Onderdeel van                 | Concessies |
| ---------------------- | ----------------------------- | --- |
| Aquabus BV             | Arriva en Koninklijke Doeksen | Waterbus Rotterdam-Drechtsteden |
| Arriva                 | I Squared Capital             | Achterhoek-Rivierenland Limburg Oost-Brabant Regionaal spoorvervoer Fryslân en Groningen Twente (inclusief spoorlijn Zutphen - Hengelo - Oldenzaal) Vechtdallijnen West-Brabant |
| Connexxion             | Transdev                      | Amstelland-Meerlanden Haarlem-IJmond Hoeksche Waard/Goeree-Overflakkee Noord-Holland Noord Zeeland                                                                              |
| EBS                    | Egged Group                   | Haaglanden Streek IJssel-Vecht Voorne-Putten en Rozenburg Zaanstreek-Waterland                                                                                                  |
| GVB                    | Gemeente Amsterdam            | Stadsvervoer Amsterdam |
| Hermes                 | Connexxion (= Transdev)       | Arnhem-Nijmegen (onder de naam Breng) Veluwe-Zuid Zuidoost-Brabant |
| HTM Personenvervoer    | Gemeente Den Haag             | Rail Haaglanden Haaglanden Stad |
| Keolis Nederland       | Keolis                        | Busvervoer Almere (onder de naam allGo) Spoorlijn Amersfoort Centraal - Ede-Wageningen Zwolle - Kampen (Kamperlijntje) en Zwolle - Enschede                                     |
| Nederlandse Spoorwegen | Staat der Nederlanden         | Hoofdrailnet Nederland Spoorlijn Gouda - Alphen a/d Rijn |
| Qbuzz                  | Busitalia                     | Drechtsteden, Molenlanden en Gorinchem (inclusief MerwedeLingelijn) Fryslân Groningen-Drenthe Regio Utrecht (onder de naam U-OV) Zuid-Holland Noord                             |
| RET                    | Gemeente Rotterdam            | Rail Rotterdam (Rotterdamse tram & Rotterdamse metro) Bus Rotterdam |
| Syntus Utrecht         | Keolis                        | Provincie Utrecht (excl. Regio Utrecht) |
| Transdev Nederland     | Transdev                      | Gooi en Vechtstreek ParkShuttle |

Arriva heerft het grootste deel van het Nederlandse streekvervoer in handen. Transdev en dochteronderneming Connexxion heeft het meeste streekvervoer in de westelijke provincies in handen. Qbuzz heeft het meeste streekvervoer in de drie noordelijke provincies in handen, plus het vervoer in de stadsregio Utrecht en een groot deel van Zuid-Holland.
Er zijn ook taxidiensten die tot het openbaar vervoer in Nederland worden gerekend zoals enkele tussenvormen tussen bus en taxi, de treintaxi, belbus, Regiotaxi, CVV, en de motor, fietstaxi en tukki in Amsterdam.

## Grensgebied (buitenlandse vervoerders in Nederland)
| Vervoerder             | Grensgebied | Werkgebied                                               |
| ---------------------- | ----------- | -------------------------------------------------------- |
| Weser-Ems-Busverkehr   | NL-D        | Bad Nieuweschans                                         |
| RVM                    | NL-D        | Winterswijk/Enschede                                     |
| DB Regio NRW           | NL-D        | Enschede - Gronau                                        |
| Eurobahn               | NL-D        | Venlo - Wuppertal - Hamm Hengelo - Osnabrück - Bielefeld |
| VIAS                   | NL-D        | Arnhem - Wesel - Duisburg Hbf - Düsseldorf Hbf           |
| NIAG                   | NL-D        | Nijmegen/'s-Heerenberg/Venlo                             |
| LOOK Busreisen         | NL-D        | Millingen aan de Rijn                                    |
| Nutzfahrzeuge Nordhorn | NL-D        | Coevorden/Denekamp                                       |
| WestVerkehr            | NL-D        | Sittard e.o.                                             |
| Stadtbus Bocholt       | NL-D        | Dinxperlo                                                |
| ASEAG                  | NL-D        | Heerlen/Kerkrade/Vaals e.o.                              |
| NMBS                   | NL-B        | Roosendaal                                               |
| TEC                    | NL-B        | Zuid-Limburg                                             |
| De Lijn                | NL-B        | Limburg, Noord-Brabant, Zeeland                          |

Daarnaast gaan er ook diverse Nederlandse vervoerders de grens over.

## Tarieven
In Nederland geldt een kilometertarief bij het reizen met bus, tram en metro en sommige treinen. Boven op het kilometertarief komt een basistarief (starttarief). Er is geen landelijk kilometertarief; de prijzen verschillen per provincie en dikwijls zijn er binnen de provincie  nog verschillen afhankelijk van regio, lijn, stads- of streekvervoer, of de tijd (nachttarief).
De Nederlandse Spoorwegen (NS) en de andere spoorwegmaatschappijen werken met tariefeenheden (TE). Deze tariefeenheden komen dikwijls ongeveer overeen met het aantal kilometers, maar voor bijvoorbeeld de reis van Amsterdam naar Rotterdam via de hogesnelheidslijn is het aantal TE even groot als voor de in kilometers langere route via Haarlem. 
Het minimumtarief bij NS is acht eenheden. Dat betekent dat korte ritten relatief zeer duur zijn, de reis van Krommenie-Assendelft naar Zaandam (acht eenheden) is even duur als de reis tussen en naar een van de drie tussengelegen stations Wormerveer, Zaandijk Zaanse Schans en Koog aan de Zaan die slechts één tot drie tariefeenheden van elkaar verwijderd liggen. Tussen een check-in en een check-uit wordt uitgegaan van de route met het kleinste aantal TE. Er is geen verschil in prijs tussen het type trein. Alleen voor hogesnelheidstreinen wordt een toeslag of hoger tarief in rekening gebracht.

## Nationale Data Openbaar Vervoer
In het kader van het project Nationale Data Openbaar Vervoer (NDOV, ook wel geschreven ND-OV) heeft de Nederlandse overheid geconstateerd dat twee partijen, REISinformatiegroep en Stichting OpenGeo hebben laten zien bereid en in staat te zijn de functie van een "NDOV-loket" uit te voeren. Dit houdt in het ontvangen van gegevens van vervoerders en deze aan reisinformatiediensten ter beschikking stellen voor doorlevering aan reizigers. De overheid heeft hieruit geconcludeerd dat het niet nodig is dat zij zelf zo'n loket opzet.
Een NDOV-loket mag voor het doorgeven van brongegevens niet meer dan € 1000 exclusief BTW per jaar per afnemer vragen. Dit kan een knelpunt zijn. Het verwachte totaal aantal afnemers voor brongegevens in Nederland wordt door het reviewteam geschat op niet meer dan 30. Hierdoor is een NDOV-loket nauwelijks als commerciële activiteit uit te voeren.
REISinformatiegroep speelt bij het NDOV een viervoudige rol waardoor het in 2013 door Kamerlid Carla Dik-Faber als monopoliserend werd bestempeld.
- door sommige vervoerders ingeschakelde conversiedienst tussen internationale reisinformatie standaarden en de Nederlandse BISON standaarden
- door sommige vervoerders ingeschakelde doorleveraar van reisdata van die vervoerders naar de NDOV-loketten
- een van de beide NDOV-loketten
- een van de reisinformatiediensten

Voor wat betreft tariefinformatie gaat het bij NDOV voorlopig slechts om het tarief reizen op saldo vol tarief (voor de trein: alleen 2e klas).